# 追思会

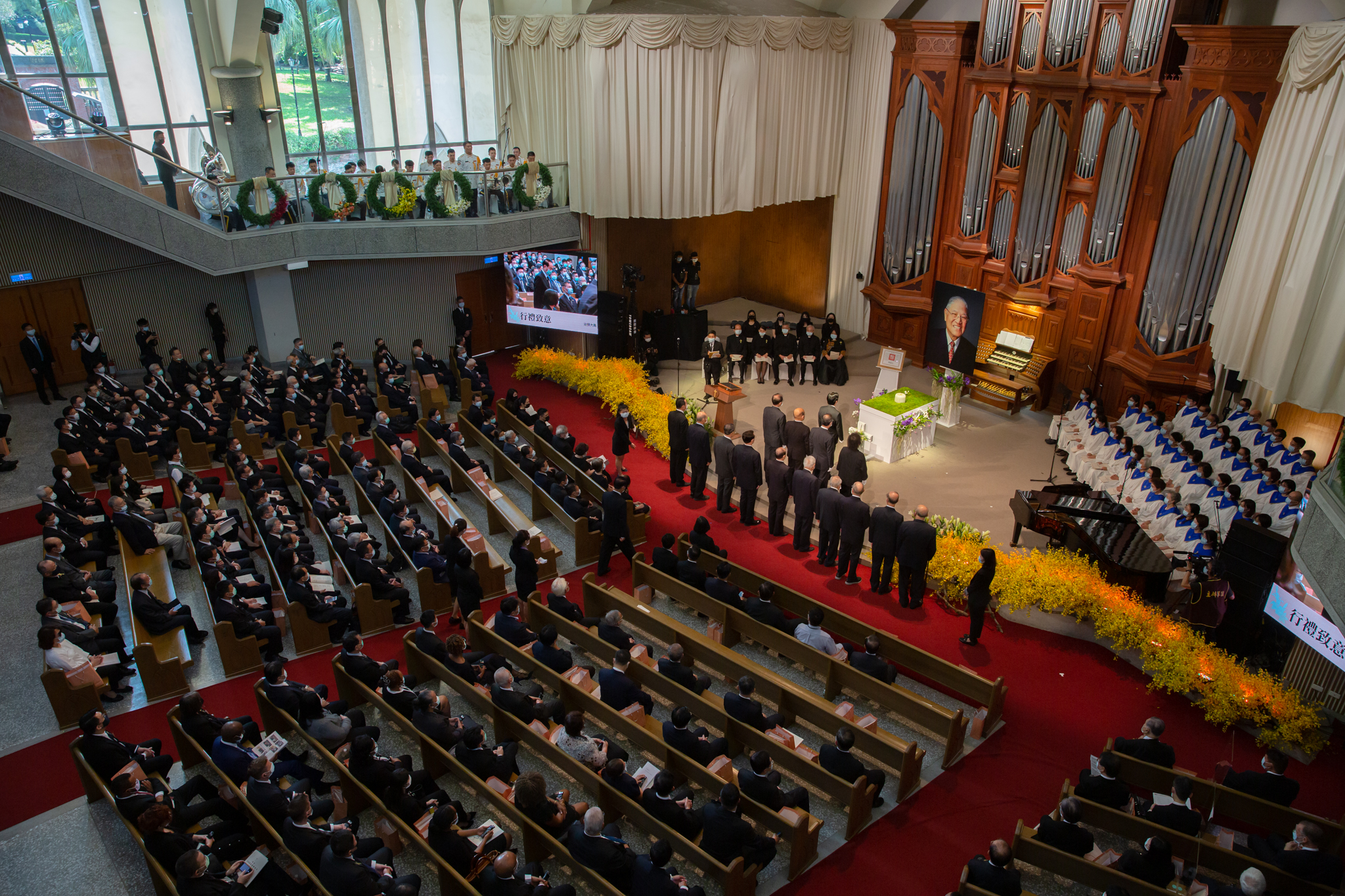
前中華民國總統李登輝的追思禮拜

追思会源于西方，为基督徒对故人追忆和思念的一种聚会形式，也叫追思礼拜。在中国，这一概念由“生命有爱”和“迦南美地”等主内机构引入，目前已被知识分子和广大中产阶层广泛接受。
追思会与追悼会的区别在于前者认为人有灵魂，因此更加注重对逝者的追忆和思念；后者认为人死如灯灭，往往沉浸在死者肉体灭亡的伤痛之中，因此现场也有尸体陈列。追思会的重点在于让生者感谢对逝者生前所做的贡献和付出、让生者了解逝者与他们之间的爱，从而为逝者一生画上爱的句点。